# Storbritanniens håndboldlandshold (damer)
 For alternative betydninger, se Storbritanniens håndboldlandshold. (Se også artikler, som begynder med Storbritanniens håndboldlandshold)
Storbritanniens håndboldlandshold for kvinder er det kvindelige landshold i håndbold for Storbritannien. Det repræsenterer landet i internationale håndboldturneringer. De reguleres af British Handball Association. Håndboldlandsholdet har kun deltaget i en større international turnering, OL 2012, idet stævnet blev afholdt i London og værtslandets landshold altid er kvalificeret til turneringerne. Landsholdet anses for at være det svageste i Europa. I den seneste EM-kvalifikationskamp, EM-kvalifikationen 2012, blev holdet sidst i sin gruppe med 0 point og en målforskel på -70.